# Джон Белламі Фостер
Джон Белламі Фостер (нар. 15 серпня 1953) — професор соціології в Орегонському університеті та редактор журналу Monthly Review. Пише про політичну економію капіталізму, екологічну кризу та марксистську теорію.

## Біографія
В 1971 році вступив до Коледжу Вічнозеленого штату. Ще до вступу брав активну участь у антивоєнних та екологічних рухах і вирішив вивчати економіку у відповідь на участь США в державному перевороті в Чилі і те, що розглядав як кризу капіталістичної економіки.
У 1976 році переїхав до Канади і вступив до аспірантури з політології Йоркського університету в Торонто. В 1986 році на основі своєї дисертації видав книжку «Теорія монопольного капіталізму: розробка марксистської політичної економії».
З 1986 року працював доцентом соціології в Орегонському університеті, а в 2000 році став дійсним професором соціології.

## Monthly Review
Будучи на аспірантурі, в 1981 році опублікував свою першу статтю для журналу Monthly Review «Чи є монопольний капітал ілюзією?». У 1989 році став директором Фонду Monthly Review та членом редколегії журналу. У 2000 році став співредактором журналу, а через два роки — президентом Фонду Monthly Review.
Після смерті Пола Свізі у 2004 році, відставки Роберта Маккісні як співредактора та смерті Гаррі Магдофа у 2006 році, Фостер залишився єдиним редактором журналу.

## Праці
- The Vulnerable Planet (1999)
- Marx's Ecology (2000)
- The Ecological Revolution (2009)
- The Theory of Monopoly Capitalism (2014)
- The Ecological Rift (2010, у співавторстві з B. Clark та R. York)
- The Endless Crisis (2012, у співавторстві з R.W. McChesney)
- Marx and the Earth (2016, у співавторстві з P. Burkett)
- Trump in the White House: Tragedy and Farce (2017)

### Статті, перекладені українською
- Чотири закони екології та чотири антиекологічні закони капіталізму [Архівовано 24 жовтня 2020 у Wayback Machine.] // Спільне, 28 травня 2013.
- Цього разу в огні: чи допоможе нам Зелений новий курс [Архівовано 4 грудня 2020 у Wayback Machine.] // Спільне, 26 листопада 2019.